# Maud Aiken
Pour les articles homonymes, voir Aiken.
Maud Aiken (13 août 1898 - 10 juillet 1978) est une musicienne irlandaise et directrice de la Municipal School of Music de Dublin (qui fera plus tard partie du Dublin Institute of Technology),.

## Enfance et éducation
Maud Aiken est née Mary Davin le 13 août 1898 à Dublin. Elle est la plus jeune de deux filles de l'épicier et échevin John J. Davin et de Mary Davin (née O'Gara). Elle entre à la Royal Irish Academy of Music en 1914 et obtient la bourse Coulson la même année. En 1915, elle reçoit la bourse de l'académie Coulson et la bourse de l'académie Vandeleur pour violon en 1916. De 1917 à 1922, elle étudie à la Royal Academy of Music de Londres, devenant sous-professeur de violon en 1920. Pendant ce temps, elle remporte également un certain nombre de médailles, obtient son diplôme Licentiate of the Royal Academy of Music en 1921 et est élue Associate of the Royal Academy of Music en 1931 après avoir été nommée représentante locale honoraire de l'Académie à Dublin.

## Carrière
Aiken étudie à la London Academy of Music and Dramatic Art, remportant quatre médailles d'or, dirigeant l'orchestre sous Sir Alexander Mackenzie, et au Conservatoire de Paris. Elle joue de l'alto en tant que membre de l'orchestre 2RN. En 1930, elle est nommée directrice de l'École municipale de musique de Dublin, occupant ce poste jusqu'à son mariage avec Frank Aiken le 3 octobre 1934,. Pendant son mandat de directrice, elle est reconnue pour ses compétences organisationnelles et elle supervise une expansion du programme d'études et une appréciation accrue de la musique irlandaise. Elle devient membre du conseil de direction de la Royal Irish Academy of Music en 1939 en sa qualité de représentante de la Dublin corporation. De 1950 à 1978, elle est vice-présidente de l'Académie et reçoit une bourse en 1961. Aiken est présidente du conseil d'administration pendant 20 ans, encourageant l'élargissement des activités de l'Académie, la promotion de normes élevées, présidant à une augmentation du nombre d'étudiants et à l'amélioration des finances. En 1972, une bourse pour piano junior de l'Académie est renommée « the Maud Aiken exhibition ». Aiken est vice-présidente de la Feis Ceoil Association de 1963 à 1967, puis président de 1971 à 1978. Elle siège également au conseil du Wexford Festival Opera. Aiken reçoit l'Ordre du mérite de la République fédérale d'Allemagne en 1971.

## Mort
Elle meurt le 10 juillet 1978 dans un accident de voiture et est enterré au cimetière de Glasnevin à Dublin. Elle laisse derrière elle son mari, une fille, Aedamar, et deux fils, Proinnsias et Lochlann.